# Shuangfeng (köpinghuvudort i Kina, Jiangsu Sheng, lat 31,52, long 121,03)
Shuangfeng är en köpinghuvudort i Kina. Den ligger i provinsen Jiangsu, i den östra delen av landet, omkring 220 kilometer öster om provinshuvudstaden Nanjing. Antalet invånare är 49 246. Befolkningen består av 23 682 kvinnor och 25 564 män. Barn under 15 år utgör 7,0 %, vuxna 15-64 år 80 %, och äldre över 65 år 11,0 %.
Runt Shuangfeng är det mycket tätbefolkat, med 1 018 invånare per kvadratkilometer. Närmaste större samhälle är Zhoushi, 6,6 km sydväst om Shuangfeng. Trakten runt Shuangfeng består till största delen av jordbruksmark.
Genomsnittlig årsnederbörd är 1 436 millimeter. Den regnigaste månaden är augusti, med i genomsnitt 208 mm nederbörd, och den torraste är januari, med 53 mm nederbörd.